# Phytoseiulus persimilis
Phytoseiulus persimilis es un ácaro del género Phytoseiulus dentro de la familia Phytoseiidae. La especie «es un depredador exclusivo del género Tetranychus», que suelen ser plagas agrícolas, y por tanto es de gran interés para su uso en el control biológico de esta plaga en distintos cultivos.
Phytoseiulus persimilis, una vez que es distribuido sobre las hojas del cultivo, realiza una buena acción de control de las poblaciones de Tetranychus urticae y otros ácaros de la misma familia. Este método de control es sobre todo utilizado en cultivo de hortalizas en invernadero. Phytoseiulus persimilis es multiplicado por diversas empresas dedicadas a la reproducción y venta de insectos utilizados en control biológico.